# Cyphostemma nanellum
Cyphostemma nanellum är en vinväxtart som först beskrevs av Gilg & R. E. Fries, och fick sitt nu gällande namn av Descoings och Wild & R. B. Drumm.. Cyphostemma nanellum ingår i släktet Cyphostemma och familjen vinväxter. Inga underarter finns listade i Catalogue of Life.